# Chris Brokaw

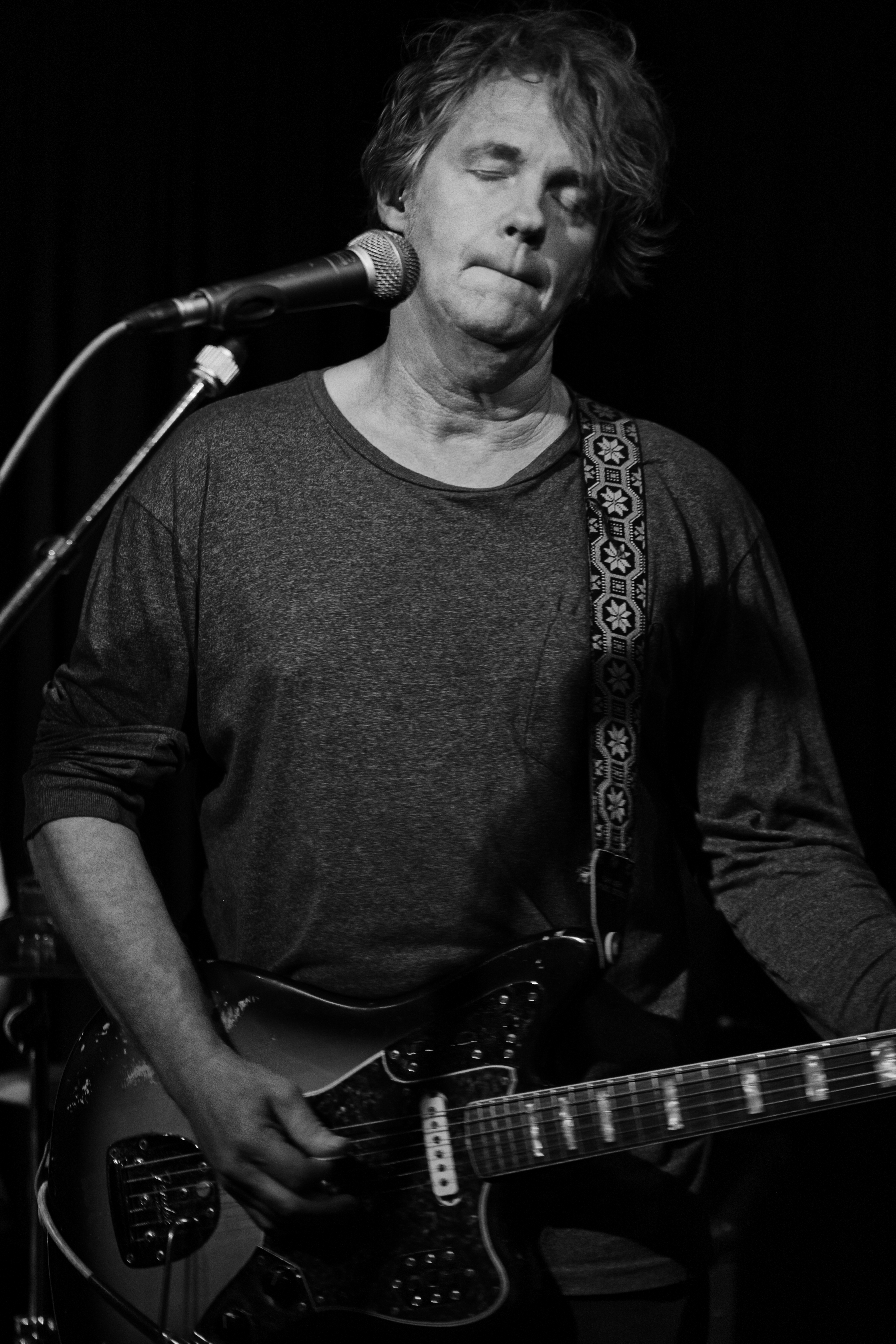
Chris Brokaw mit Come im club W71, Weikersheim 2022

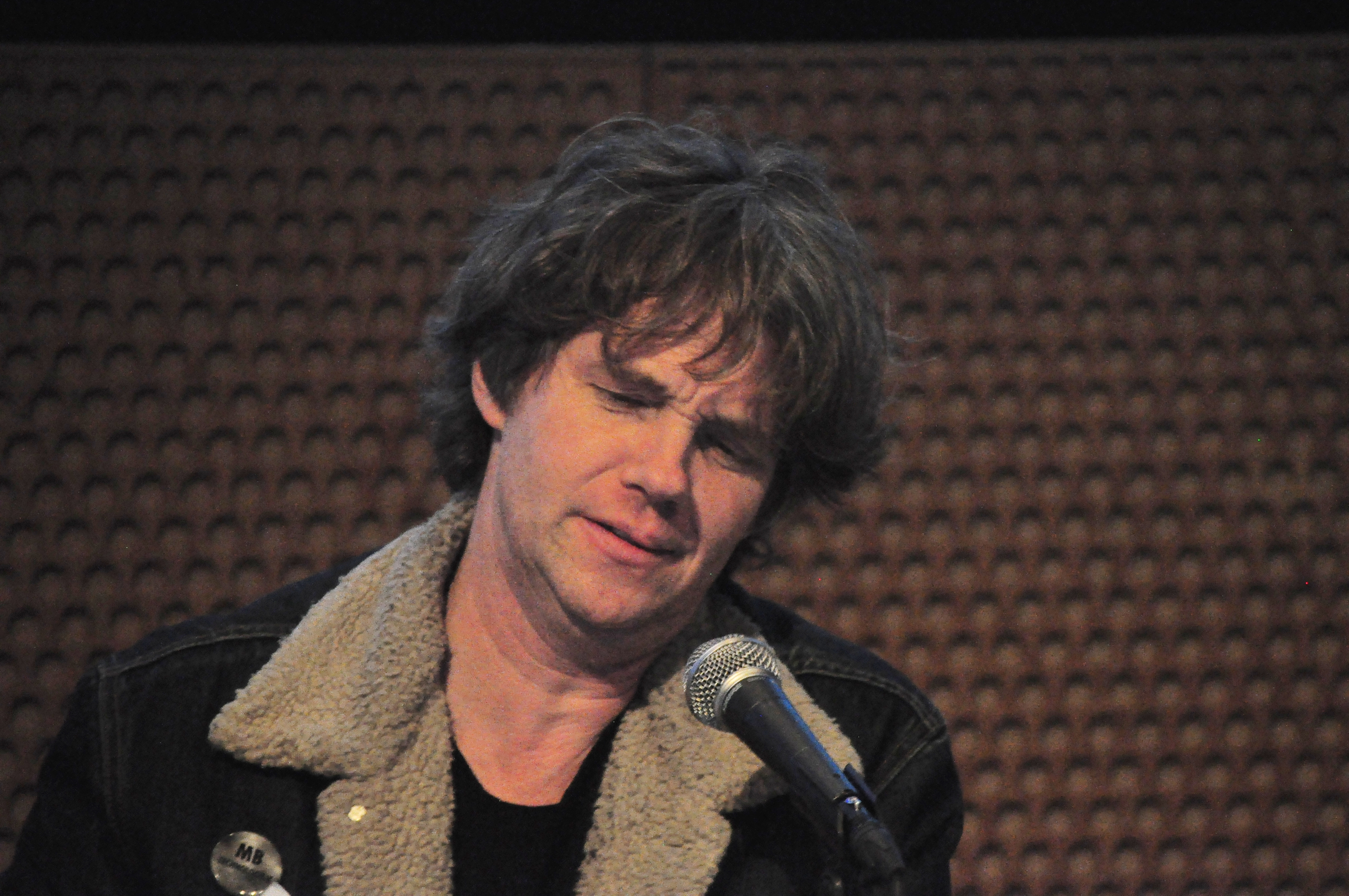
Chris Brokaw, 2014

Chris Brokaw ist ein US-amerikanischer Musiker, der vorwiegend für seine Arbeit in den Bands Come und Codeine bekannt ist.
Während des Studiums am Oberlin College traf Brokaw verschiedene prägende Figuren des amerikanischen Indierock der 1990er. Unter ihnen waren unter anderem Stephen Immerwahr, Sooyoung Park, Liz Phair oder John McEntire.
Kurz nach seinem Abschluss spielte Brokaw Schlagzeug in der Band von G. G. Allin, ebenso auf den ersten beiden Codeine-Alben. 1990 kehrte er zu seinem anderen Hauptinstrument, der Gitarre, zurück. Zusammen mit Thalia Zedek formierte er die No-Wave-Band Come.
Später veröffentlichte Brokaw verschiedene Alben unter eigenem Namen. Der Stil variierte von instrumentellem Post-Rock auf Red Cities bis zu eher eingängigen Songstrukturen auf Incredible Love.
2007 veröffentlichte er zusammen mit Chris Eckman und Hugo Race unter dem Namen Dirtmusic ein gleichnamiges Album.

## Diskographie
- Red Cities (2002)
- Wandering As Water (2003)
- My Confidante+3 EP (2004)
- i was born, but... Original Film Score (2004)
- Incredible Love (2005)
- Forestry EP (2007)
- Canaris (2008)
- Gracias, Ghost of the Future (2009)
- Tundra (2010)
- I Ace Sociopathic King (2011)
- Live At Porchlight (2011)
- Stories EP (2012)
- Gambler's Ecstasy (2012)
- Tidal Mud (2012)
- The Coyote of Deadhorse Canyon (2013)
- With My Little Eye EP (2013)
- Avalanche EP (2013)
- Chambers of Light (2013)
- Macanudo Avenues (2013)
- Jukers Junction (2013)
- Solo (2013)
- Wages of Fear (2014)
- The Periscope Twins (2015)
- The Hand That Wrote This Letter (2017)